# Saturnino (cônsul em 264)
Saturnino (em latim: Saturninus) foi um oficial romano do século III, ativo no reinado do imperador Galiano (r. 253–268). Pouco se sabe sobre ele, exceto que serviu como cônsul posterior com Galiano. Talvez pode ser associado ao usurpador homônimo.